# オープンクエスチョン
オープンクエスチョンは、「はい」または「いいえ」の応答では回答できない質問である。開かれた質問と呼ぶこともある。
オープンクエスチョン、電子メールでコミュニケーションの専門家に推奨されることはないが、ビデオチャットまたは直接の面談で推奨される。これは、誰かを重要だと感じさせたり、誰かと話したり、誰かの視点を知るために使用される。
オープンクエスチョンは、長い応答を必要とする文として表現され、それに対する回答は、質問者がすでに知っている情報と比較できる。

## 例
- あなたと上司との関係について教えてください。
- あなたは自分の将来についてどのように考えていますか？
- この写真に写っている子供たちについて教えてください。
- 政府の目的は何ですか？
- なぜその答えを選んだのですか？

## 教育
教育現場においては、オープンクエスチョンは一般的に「良い」質問であるとされている。オープンクエスチョンを行うことで、生徒が自分の理解を示すために、より長い応答をすることになる。クローズドクエスチョン（「はい」/「いいえ」の回答を要求する質問）がテストにのみ適しているのに対して、オープンクエスチョンは議論や探求に適しているため、この点でクローズドクエスチョンよりも望ましいと考えられている。 
Peter Worleyは、これは誤った仮定であると主張している。これは、文法的な質問と概念的な質問という2つの異なる種類のオープンクエスチョンとクローズドクエスチョンがあるというWorleyの中心的な議論に基づいている。彼は、教育者は「文法的には閉じているが、概念的には開いている」質問を目指すべきだと主張している。たとえば、標準的な言い回しでは、「嘘をつくのは正しいことであるか？」という質問は、クローズドクエスチョンであると見なされる。しかし、重要なのは、概念的にオープンなことである。この質問に対する最初の「はい」/「いいえ」の答えは質問者の「なぜそう思うのか？」「そうでない場合はあり得るか？」といった質問によって「開かれた」ものにすることができ、これによって詳細な説明と探究を促すことができる。
この文法的には閉じているが、概念的には開いている質問スタイルは、教育者に両方の世界の最良の点を提供する。クローズドクエスチョンがもつ「焦点」と「特異性」（結局のところ、教師がクローズドクエスチョンを使用する理由である）と、オープンクエスチョンがもつ「誘い」と「詳述」という二つの利点を合わせもつとWorleyは主張している。閉じた質問は、概念的に開いた質問が教育の可能性を確実に満たすことができるように、「開く」ための戦略を単に要求しているだけである。 
Worleyの自由形式の質問とクローズドクエスチョンの構造的および意味的な違いは、彼の教育的発明である「オープンクエスチョニングマインドセット（OQM）」に不可欠であるとしている。OQMとは、学習のプロセスとその中心にある質問に対して、教育者がオープンな態度を身につけること指しており、これはすべての教科とすべての教育環境に適用できる考え方である。オープンクエスチョニングマインドセットを身につけた教師は、生徒の発言の認知的内容に率直に耳を傾け、正しいか間違っているか、関連性があるかないように見えるかといったことにかかわらず、与えられたものを学習の機会に活用する方法を探す。OQMは、教室での真の探究心を重視する教育スタイルを奨励している。OQMは、Worleyが「guess what's in my head」と呼ぶ、閉鎖的で誘導的な質問に頼った授業を超えるためのツールを教師に提供する。